# Falsterboprammene
Falsterboprammene eller Falsterbopråmarna er vragene af seks pramme fra 1200-tallet, som blev fundet under en udgravning i 1911 af den sydlige voldgrav ved ruinen af Falsterbohus. 
Fem af prammene var 14-15 m lange, men den sidste var ca. 18 m lang og 3,6 m bred.
Der er fundet flere andre skibsvrag på Falsterbo-halvøen, herunder Falsterbobåten, Knösenvraket og Foteviksskeppen.